# Guido Gentili
Guido Gentili (Roma, 25 febbraio 1954) è un giornalista e scrittore italiano.

## Biografia
Inizia a lavorare nel 1975 alla La Voce Repubblicana - organo di stampa del PRI - come praticante, poi come giornalista e redattore capo fino al 1978; è iscritto all'Ordine dei Giornalisti dal giugno 1977. Nel 1978 entra nella redazione de Il Sole 24 Ore come redattore ordinario, diventando capo servizio nel 1981 per le relazioni industriali. Dal 1981 al 1984 è vice capo della redazione romana del giornale, periodo durante il quale segue le attività del Parlamento. Dal 1985 al 1990 è vice capo della sede romana del Corriere della Sera, dove si occupa anche dei servizi di economia, che poi dirige fino al 1995.
Nel 1995 è nominato direttore del settimanale Il Mondo, diventando poi editorialista del Corriere dal 1999 al 2001, passando poi a dirigere per la prima volta Il Sole 24 Ore. Dopo il passaggio di consegne a Ferruccio de Bortoli, resta come editorialista. 
Dal 14 marzo 2017 succede a Roberto Napoletano come direttore ad interim del «Sole 24 Ore». Il 9 agosto successivo il Gruppo 24 ORE conferma Gentili alla direzione del quotidiano, nonché dell'emittente Radio 24 e dell'agenzia di stampa Radiocor e contestualmente lo nomina direttore editoriale del gruppo stesso.
Il 22 dicembre 2017 il Presidente della Repubblica Italiana Sergio Mattarella conferisce a Gentili l'onorificenza di Ufficiale dell'Ordine al Merito della Repubblica Italiana.
Il 27 maggio 2018 Gentili ha annunciato il rinnovamento grafico del quotidiano di Confindustria a partire dal 5 giugno dello stesso anno. 

L'11 settembre 2018 viene nominato direttore editoriale del Sole 24 Ore; lascia pertanto la carica di direttore responsabile.

## Saggi pubblicati
- L'incompiuta, prefazione di Cesare Romiti. Milano: Sperling & Kupfer, 2001.

## Vita privata
È sposato con Maria Antonietta Calabrò, giornalista del Corriere della Sera e portavoce dell'ex Presidente del Senato, Marcello Pera, tra il 2001 e il 2006.